# 79138 Mansfeld
79138 Mansfeld è un asteroide della fascia principale. Scoperto nel 1991, presenta un'orbita caratterizzata da un semiasse maggiore pari a 2,3870809 UA e da un'eccentricità di 0,2347235, inclinata di 1,73013° rispetto all'eclittica.